# Clementine Abel
Clementine Abel, alias Clelie Betemann, (Lipsia, 15 gennaio 1826 – Lipsia, 30 novembre 1905) è stata una scrittrice tedesca nata Clementine Hofmeister.
Era sposata con il libraio Ambrosius Abel. Scrisse poemi e storie principalmente per giovani. Lavorò anche per vari giornali.

## Opera
- Meine Sonntage. Rückblicke und Erinnerungen (1882)
- An der Mutter Hand (1883)
- Sprüche, Strophen und Stimmungsbilder. Lyrisches und Didaktisches (1889)